# Col du Pilon (Rhône)
Ne doit pas être confondu avec Col du Pillon ou Col du Pilon.
Le col du Pilon est un col routier situé en France. Dans le département du Rhône, il se trouve à 726 mètres d'altitude au nord du Massif central.

## Situation
Il relie Amplepuis à Valsonne, tout en étant situé sur le territoire de la commune de Ronno. Il se trouve sur la ligne de partage des eaux entre l'océan Atlantique et la mer Méditerranée. 

## Tour de France
Lors du Tour de France 2013, il est franchi par les coureurs durant la 14e étape. Il est l'objet d'un classement en 3e catégorie, pour le prix du meilleur grimpeur.